# ジョシュ・スミス (右投手)
ジョシュア・アレン・スミス (Joshua Allen Smith, 1987年8月7日- ）は、アメリカ合衆国フロリダ州ブロワード郡マーゲイト出身の元プロ野球選手 (投手) 。右投右打。
愛称はスミッティー (Smitty) 。

## 経歴

### プロ入りとレッズ時代
2010年のMLBドラフト21巡目 (全体637位) でシンシナティ・レッズから指名されプロ入り。2014年まで傘下のマイナーチームでプレーした。
2015年4月13日にメジャーに昇格したが、メジャーデビューは6月23日のピッツバーグ・パイレーツ戦までずれ込んだ。この年はメジャーで9試合 (先発7試合) に登板して0勝4敗、防御率6.89、30奪三振の成績を記録した。
2016年はメジャーで32試合 (先発2試合) に登板して3勝3敗、防御率4.68、48奪三振の成績を記録した。

### アスレチックス時代
2016年11月4日にウェイバー公示を経てオークランド・アスレチックスへ移籍した。
2017年は傘下のAAA級ナッシュビル・サウンズで開幕を迎え、5月3日にメジャーに昇格した。この年はメジャーで26試合に登板して2勝1敗、防御率4.89、25奪三振の成績を記録した。オフの11月5日にマイナー契約となり、その後自由契約となった。

### マリナーズ傘下時代
2018年3月15日にシアトル・マリナーズとマイナー契約を結んだ。傘下のAAA級タコマ・レイニアーズで開幕を迎えたが、不安定な投球が続きシーズン途中の4月21日に自由契約となった。

### レッドソックス時代
2018年5月16日にボストン・レッドソックスとマイナー契約を結んだ。移籍後は傘下のAAA級ポータケット・レッドソックスでプレーしたが、メジャーに昇格することはなかった。
2019年はAAA級ポータケットで開幕を迎え、4月26日にメジャー契約を結んでアクティブ・ロースター入りし、同日のタンパベイ・レイズ戦で2年ぶりにメジャーの試合に登板した。6月13日のテキサス・レンジャーズ戦でメジャー初セーブを記録した。この年はメジャーで18試合 (先発2試合) に登板して0勝2敗1セーブ、防御率5.81、29奪三振の成績を記録した。10月21日にマイナー契約となり、その後自由契約となった。

### マーリンズ時代
2019年12月18日にマイアミ・マーリンズとマイナー契約を結んだ。
2020年8月3日にメジャー契約を結んでアクティブ・ロースター入りした。この年はメジャーで16試合 (先発1試合) に登板して1勝1敗1セーブ、防御率6.84、18奪三振の成績を記録した。オフの10月29日にマイナー契約となった。

### キウム時代
2020年12月11日にKBOリーグのキウム・ヒーローズと60万ドルの単年契約を結んだ。オプションとして最大10万ドルの出来高が含まれる。
2021年は開幕から2試合に登板して1勝を記録するも、4月15日にキウムがジェイク・ブリガムと契約したため、外国人選手の枠（1球団につき3名まで）の関係でウェーバー公示され、4月22日に自由契約選手となった。

### マーリンズ傘下時代
2021年4月27日にマイアミ・マーリンズとマイナー契約を結び、5月1日に傘下AAA級のジャクソンビル・ジャンボシュリンプに配属された。7月22日に自由契約となった。

### メキシカンリーグ時代
2022年6月21日にメキシカンリーグのラグナ・ユニオン・コットンファーマーズと契約した。2023年4月19日に自由契約となった。

## 人物
レッドソックス傘下時代とマーリンズ時代はチームメイトに同姓同名のジョシュ・スミスがおり、彼が登録名を「ジョシュ・D・スミス」としていたため、それと区別するために自身の登録名を「ジョシュ・A・スミス」としていた。

## 詳細情報

### 年度別投手成績
| 年 度    | 球 団    | 登 板 | 先 発 | 完 投 | 完 封 | 無 四 球 | 勝 利 | 敗 戦 | セ 丨 ブ | ホ 丨 ル ド | 勝 率 | 打 者 | 投 球 回 | 被 安 打 | 被 本 塁 打 | 与 四 球 | 敬 遠 | 与 死 球 | 奪 三 振 | 暴 投 | ボ 丨 ク | 失 点 | 自 責 点 | 防 御 率 | W H I P |
| -------- | -------- | ----- | ----- | ----- | ----- | -------- | ----- | ----- | -------- | ----------- | ----- | ----- | -------- | -------- | ----------- | -------- | ----- | -------- | -------- | ----- | -------- | ----- | -------- | -------- | ------- |
| 2015     | CIN      | 9     | 7     | 0     | 0     | 0        | 0     | 4     | 0        | 0           | .000  | 161   | 32.2     | 42       | 5           | 21       | 3     | 5        | 30       | 0     | 0        | 27    | 25       | 6.89     | 1.93    |
| 2016     | CIN      | 32    | 2     | 0     | 0     | 0        | 3     | 3     | 0        | 1           | .500  | 260   | 59.2     | 57       | 11          | 26       | 1     | 1        | 48       | 1     | 0        | 32    | 31       | 4.68     | 1.39    |
| 2017     | OAK      | 26    | 0     | 0     | 0     | 0        | 2     | 1     | 0        | 1           | .667  | 151   | 35.0     | 35       | 3           | 15       | 1     | 0        | 25       | 1     | 0        | 20    | 19       | 4.89     | 1.43    |
| 2019     | BOS      | 18    | 2     | 0     | 0     | 0        | 0     | 3     | 1        | 0           | .000  | 139   | 31.0     | 36       | 10          | 8        | 1     | 3        | 29       | 0     | 0        | 22    | 20       | 5.81     | 1.42    |
| 2020     | MIA      | 16    | 1     | 0     | 0     | 0        | 1     | 1     | 1        | 1           | .500  | 121   | 26.1     | 33       | 3           | 11       | 2     | 1        | 18       | 0     | 0        | 21    | 20       | 6.84     | 1.67    |
| 2021     | キウム   | 2     | 2     | 0     | 0     | 0        | 1     | 0     | 0        | 0           | 1.000 | 43    | 10.0     | 9        | 1           | 5        | 0     | 0        | 5        | 0     | 0        | 7     | 7        | 6.30     | 1.40    |
| MLB：5年 | MLB：5年 | 101   | 12    | 0     | 0     | 0        | 6     | 12    | 2        | 3           | .333  | 832   | 184.2    | 203      | 32          | 81       | 8     | 10       | 150      | 2     | 0        | 122   | 115      | 5.60     | 1.54    |
| KBO：1年 | KBO：1年 | 2     | 2     | 0     | 0     | 0        | 1     | 0     | 0        | 0           | 1.000 | 43    | 10.0     | 9        | 1           | 5        | 0     | 0        | 5        | 0     | 0        | 7     | 7        | 6.30     | 1.40    |

- 2021年度シーズン終了時

### 背番号
- 64 (2015年)
- 73 (2016年)
- 57 (2017年)
- 67 (2019年)
- 58 (2020年)
- 34 (2021年)